# Darittara
Darittara fou una regió (i probablement ciutat) del nord de l'Imperi Hitita que va caure en mans dels kashka vers el 1400 aC però en el regnat de Subiluliuma I ja havia estat recuperada i pacificada, i aquest rei hi va passar segurament per combatre amb els kashka de la veïna regió de Sappiduwa.